# Horacio Guarany (álbum)
Horacio Guarany es el álbum debut del cantautor homónimo argentino publicado en 1957 por la discográfica Allegro.

## Lista de canciones
| N.º | Título             | Duración |  |
| 1.  | «Zamba amanecida»  | 3:04     |  |
| 2.  | «Tata Melcho»      | 2:36     |  |
| 3.  | «Coplas sureñas»   | 2:34     |  |
| 4.  | «El mensú»         | 3:09     |  |
| 5.  | «Coplas del pobre» | 2:49     |  |
| 6.  | «Velay Coche»      | 1:50     |  |
| 7.  | «Angélica»         | 2:59     |  |
| 8.  | «Del pescado»      | 2:04     |  |
| 9.  | «Soy vallisto»     | 2:11     |  |
| 10. | «Nieblas»          | 2:40     |  |
| 11. | «Quebrachalera»    | 3:04     |  |
| 12. | «El guajojó»       | 2:55     |  |